# Martinamor
Martinamor ist ein kleiner Ort und eine westspanische Gemeinde (municipio) mit 82 Einwohnern (Stand: 2024) in der Provinz Salamanca in der Autonomen Gemeinschaft Kastilien-León. Neben dem Hauptort Martinamor gehören zur Gemeinde die Ortschaften Mirasierra, Cuatro Calzades, Matamala und Revilla sowie die Wüstung Martillán.

## Lage
Martinamor liegt etwa 20 Kilometer südsüdöstlich von Salamanca in einer Höhe von ca. 955 m.
Im Gemeindegebiet befindet sich eine Kartstrecke (GP Salamanca).

## Bevölkerungsentwicklung
| Jahr      | 1900 | 1950 | 1960 | 1970 | 1981 | 1991 | 2001 | 2011 | 2021 |
| Einwohner | 283  | 289  | 292  | 179  | 156  | 99   | 79   | 116  | 81   |

## Sehenswürdigkeiten
- Kirche Mariä Himmelfahrt (Iglesia de Nuestra Señora de la Asunción)

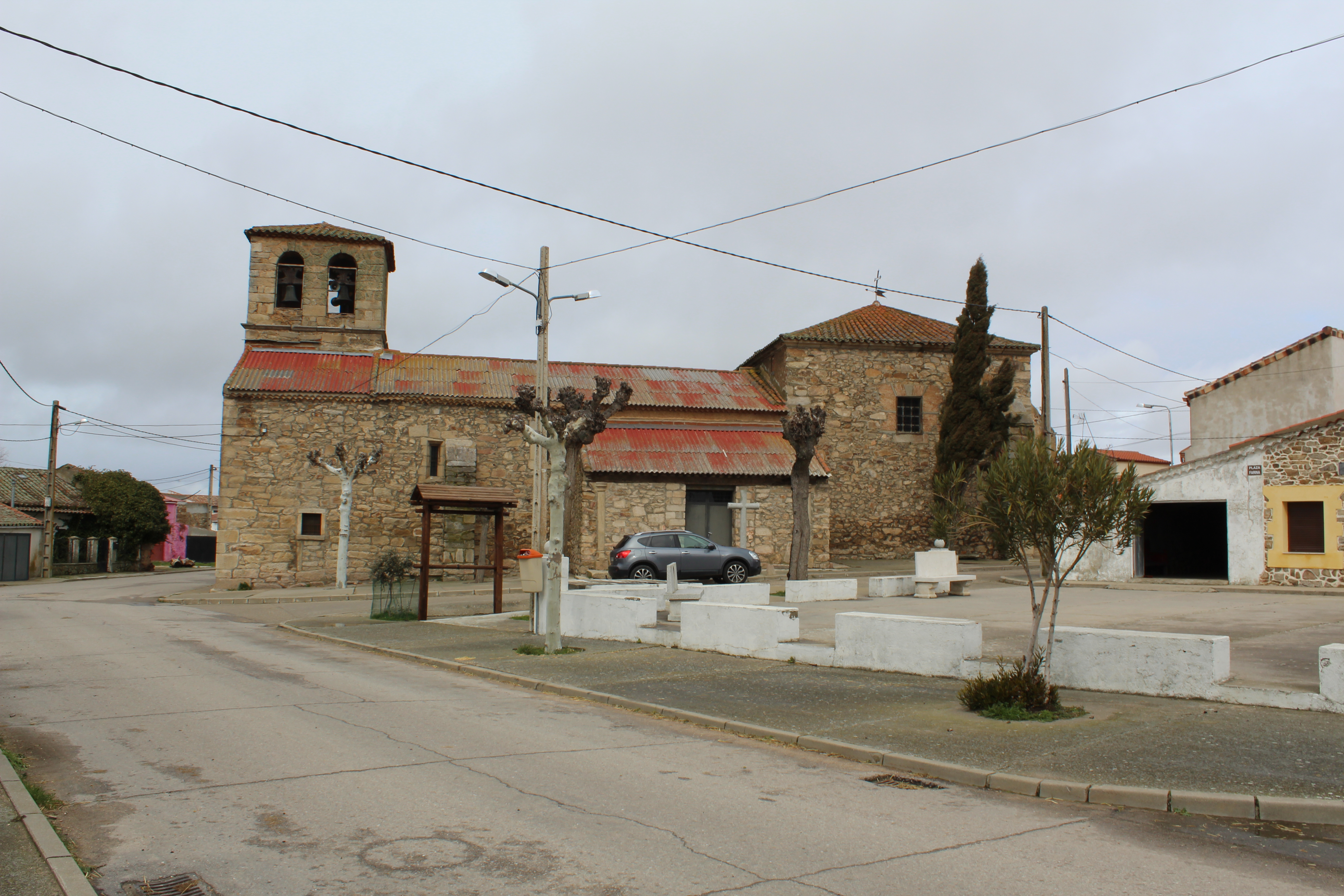
Kirche Mariä Himmelfahrt